# Longview, Alberta
Longview är en ort i Kanada.   Den ligger i provinsen Alberta, i den södra delen av landet, 2 900 km väster om huvudstaden Ottawa. Longview ligger 1 241 meter över havet och antalet invånare är 307.
Terrängen runt Longview är huvudsakligen platt, men åt nordost är den kuperad. Terrängen runt Longview sluttar österut. Runt Longview är det mycket glesbefolkat, med 4 invånare per kvadratkilometer.. Närmaste större samhälle är Turner Valley, 15,2 km norr om Longview.
Trakten runt Longview består till största delen av jordbruksmark.